# Het Hemelrijk

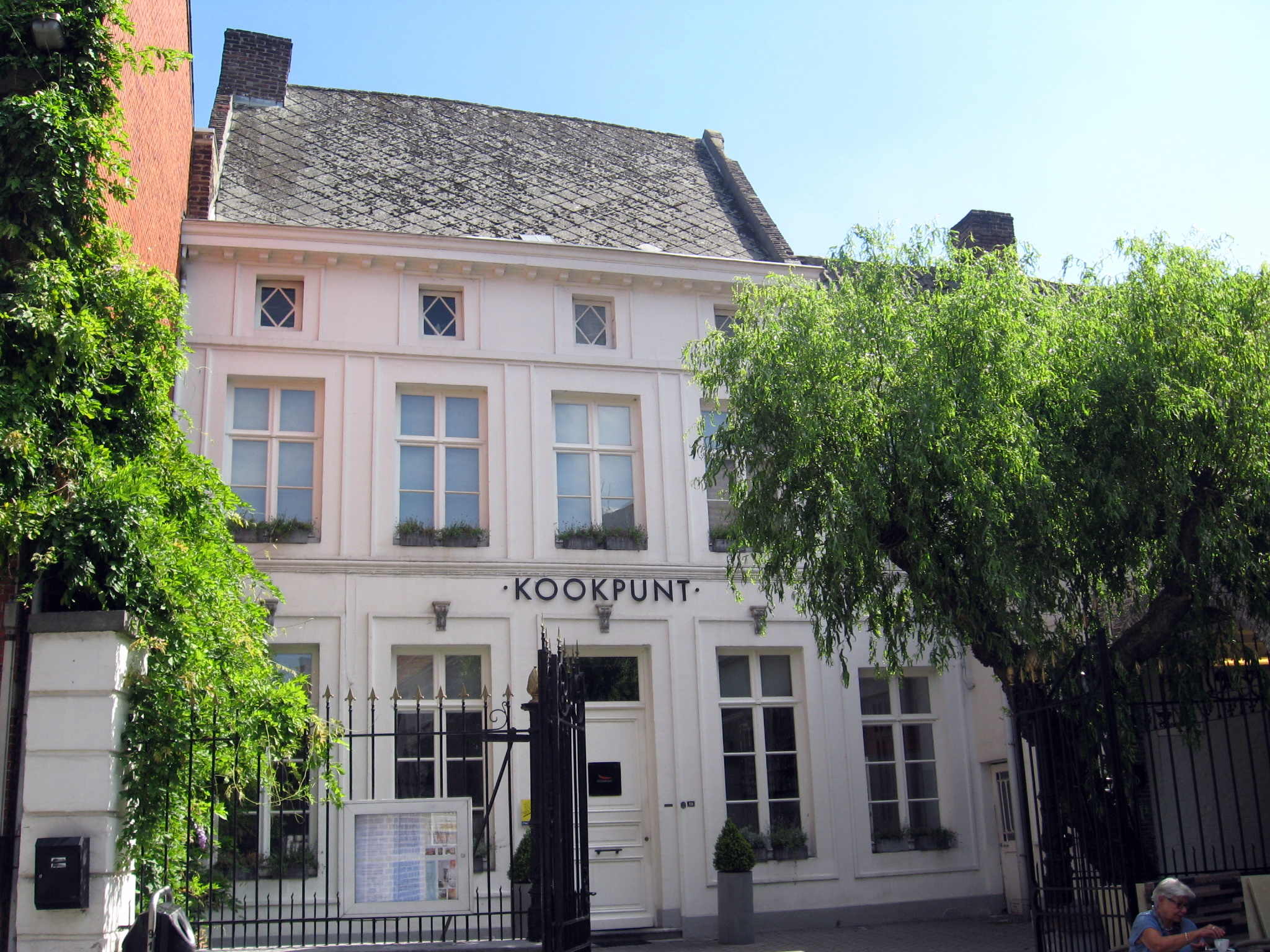
Huis Het Hemelrijk

Het Hemelrijk (ook: Het Hemelryck) is een huis aan Hemelrijk 13 te Hasselt.

## Geschiedenis
Van de 15e tot de 18e eeuw was hier de herberg en brouwerij van dezelfde naam, waaraan het huidige huis en de straat waarin het staat hun naam ontleenden.
Tijdens de Belgische Onafhankelijkheidsoorlog (1830-1838) deed het huis dienst als militaire bakkerij. Tegenwoordig is het een restaurant.

## Gebouw
Het huidige huis heeft een 18e-eeuwse kern, wat aan de dakhelling nog te zien is. De huidige neoclassicistische gevel is uit de 2e helft van de 19e eeuw.
Het huis bezit een bijgebouw dat loodrecht op het hoofdgebouw staat, zodat een plein wordt omvat. Dit plein kan worden afgesloten door een ijzeren hek.
Het huis werd in 1980 geklasseerd als monument.